# Aeroportul Mamitupu
Aeroportul Mamitupu (IATA: MPI) este un aeroport din Guna Yala, Panama ce deservește zona Mamitupo⁠(d).
aeroportul dispune de o singură pistă.